# Magnus Gustaf Danckwardt
Magnus Gustaf Danckwardt, född den 13 augusti 1738 på Riseberga gård i Riseberga socken, Kristianstads län, död den 9 september 1800 på Eskilstorp i Bredaryds socken, Jönköpings län, var en svensk ämbetsman. Han var son till Carl Gustaf Danckwardt samt far till Carl Gustaf och Magnus Georg Danckwardt.
Danckwardt blev auskultant i Göta hovrätt 1758 och tilldelades vice häradshövdings titel. Han blev konstituerad fältauditör i Pommern vid artilleriet och Nylands infanteriregemente 1761 och auditör vid artilleriet på Gotland 1763. Danckwardt blev häradshövding i Norrvikens domsaga i Bohuslän 1772 och tilldelades lagmans titel samma år. Han beviljades avsked 1793.